# Победа (Азнакаевский район)
 Победа — поселок в Азнакаевском районе Татарстана. Административный центр Вахитовского сельского поселения.

## География
Находится в юго-восточной части Татарстана на расстоянии приблизительно 18 км на восток по прямой от районного центра города Азнакаево у речки Стярле.

## История
Основан в 1930 год как поселок Сокольский, через года стал поселком совхоза им. Вахитова, с 1962 года нынешнее название.

## Население
Постоянных жителей было: в 1938 году — 300, в 1958—527, в 1970—823, в 1979—888, в 1989—773, в 2002 году 844 (татары 82 %), в 2010 году 786.